# 艾飛
艾飛（1942年—），本名艾繼飛，筆名“麥芒”、“飛天”等，中國當代詩人，生于雲南威信縣。1962年，首次於《雲南日報》副刊發表作品《小公雞》，1992年起曾出版多本詩集等著作。

## 著作

### 文學作品
- 《麥芒短詩選萃》，文光出版社，1992年
- 《麥芒小詩100首》，成都出版社，1996年
- 《麥芒抒情詩選》，成都出版社，1996年
- 《麥芒詩草》，銀河出版社，1999年
- 《麥芒四行體詩二百首》，中國三峽出版社，2000年
- 《麥芒通信集》，新天出版社，2002年
- 《麥芒文集》，新天出版社，2002年
- 《麥芒詩集》，中國三峽出版社，2004年

### 其他
- 《威信縣志》，雲南人民出版社，2000年
- 《威信縣年鑑》，宏德民族出版社，2001年

## 外部連結
- 麥芒：一行詩改變人生